# 種梨みや
種梨 みや（たねなし みや、3月11日 - ）は、日本の成人向け漫画家。女性。

## 概要
持ち込みを検討していた所、担当編集から執筆を依頼するメールが来たことからデビューした。催眠、洗脳、睡姦、寝取られ、逆レイプを好きなシチュエーションに挙げている。DISTANCE、平野耕太、よしながふみを好きな作家として挙げている。
コミックアンリアルに作品が掲載されることが多いが、2021年12年17日に『酒とフリルと男と女』でCOMIC E×Eに初登場した。

## 作品
- 僕のメス豚ちゃん ～催眠術でハメ堕とし～（2019年5月30日、キルタイムコミュニケーション ISBN 978-4799212592）
- 乙女淫乱化計画（2022年11月25日、キルタイムコミュニケーション ISBN 978-4799217054）